# مارگارت جاسلین
مارگارت جاسلین (انگلیسی: Margaret Joslin؛ ‏ ۶ اوت ۱۸۸۳ – ۱۴ اکتبر ۱۹۵۶) بازیگر اهل ایالات متحده آمریکا بود.

## گزیدهٔ فیلم‌شناسی
- لوک، فراهم‌کننده بیمار
- لوک، راننده تاکسی
- لوک و اسب‌های مسابقه
- لوک، گلادیاتور
- لوک، جعل‌کننده هویت
- خواب پراکنده لوک
- لوک به نیروی دریایی می‌پیوندد
- لوک و پریان دریا
- لوک به تفرجگاه می‌رود
- کودک گمشده لوک
- زندگی باشگاهی پرشتاب لوک
- اخبار جانانه لوک
- لوک تنها، بیمارانش را از دست می‌دهد
- نابسامانی سینمایی لوک
- آماده‌سازی‌های لوک برای آماده بودن
- زنان سرکش لوک تنها
- لوک تنها در تین کن الی
- صبر کن! لوک! گوش کن!
- عشق، خنده و هیجان
- یک ماه عسل پرجنب‌وجوش
- فقط همسایه و بس
- تازه‌وارد
- کفش‌هاتو دربیار
- ردیف بعدی
- بی‌عرضه وظیفه‌شناس
- مراقب باشید، داریم می‌افتیم
- از پدر بپرس
- تحت تعقیب – ۵٬۰۰۰ دلار
- تقلا برای سلامتی
- او ندارد مرا دوست
- جوانک مهارنشدنی
- آقای جاز جوان
- در آتش
- دزدزده
- ما هرگز نمی‌خوابیم
- آن طرف حصار
- از لارامی به لندن